# George Clooney
George Timothy Clooney (Lexington, 6 maggio 1961) è un attore, regista e produttore cinematografico statunitense.
Dopo una lunga gavetta, raggiunse la notorietà grazie al ruolo del pediatra Douglas "Doug" Ross nella serie televisiva E.R. - Medici in prima linea, dal 1994 al 1999. Mentre lavorava in E.R., ha cominciato a ottenere i primi ruoli cinematografici da protagonista in film come Batman & Robin (1997) e Out of Sight (1998), dove ha cominciato una collaborazione a lungo termine con il regista Steven Soderbergh. Nel 2001, la fama di Clooney si è ampliata con l'uscita del suo maggior successo commerciale, Ocean's Eleven - Fate il vostro gioco, primo film della trilogia. Nello stesso anno, ha esordito alla regia con il thriller biografico Confessioni di una mente pericolosa, seguito da Good Night, and Good Luck. (2005), che gli ha valso due nomination ai Premi Oscar nella sezione miglior regista e miglior sceneggiatura originale.
Nel 2006 vince l'Oscar al miglior attore non protagonista per la sua interpretazione nel film Syriana. Ha ricevuto altre tre nomination agli Oscar come miglior attore nel 2008 per Michael Clayton, nel 2010 per Tra le nuvole, nel 2012 per Paradiso amaro e per la miglior sceneggiatura non originale per Le idi di marzo, vincendo nel 2013 l'Oscar al miglior film per la produzione di Argo. È inoltre vincitore di cinque Golden Globe (tra cui uno alla carriera), un BAFTA e un Premio Osella alla Mostra del cinema di Venezia.
Clooney è anche noto per il suo attivismo sociale, dal 2008 è uno dei Messaggeri di Pace delle Nazioni Unite. Il lavoro umanitario di Clooney si estende al tentativo di risoluzione per il conflitto del Darfur, alla raccolta di fondi per il terremoto di Haiti del 2010, fino all'aiuto per le vittime dello tsunami del 2004 e dell'11 settembre 2001. Nel 2017 ha venduto la Casamigos, azienda produttrice di tequila, alla Diageo per un miliardo di dollari.

## Biografia
Di origini inglesi, irlandesi e tedesche, l'attore è nato a Lexington, Kentucky, figlio di Nina Bruce (nata Warren), ex miss di concorsi di bellezza, e di Nick Clooney, ex anchorman e presentatore televisivo. Clooney ha origini irlandesi da parte di padre; i suoi bis-bisnonni, Nicholas Clooney (della contea di Kilkenny) e Bridget Byron, immigrarono negli Stati Uniti d'America dall'Irlanda. Clooney ha una sorella maggiore, Adelia (conosciuta come Ada); tra i suoi cugini vi sono Miguel e Rafael Ferrer, figli della zia, la cantante Rosemary Clooney, e del marito, l'attore José Ferrer.
Clooney ha cominciato la sua istruzione alla Blessed Sacrament School di Fort Mitchell, Kentucky. Ha trascorso parte della sua infanzia in Ohio, dove ha frequentato la St. Michael's School di Columbus e la St. Susanna School di Mason. Durante le scuole medie, Clooney ha sofferto della paralisi di Bell, una condizione debilitante che paralizza parzialmente il volto. La malattia guarì in un anno; l'attore ha poi dichiarato al Daily Mirror: "È stato il momento peggiore della mia vita, voi sapete come i bambini possono essere crudeli. Ero deriso e schernito, ma l'esperienza mi ha reso più forte".
I suoi genitori si trasferirono ad Augusta, Kentucky, dove Clooney ha frequentato l'Augusta High School, in cui si è distinto come giocatore di baseball e pallacanestro. Nel 1977 ha sostenuto un provino con i Cincinnati Reds per diventare un giocatore professionista, ma non gli è stato offerto nessun contratto. Ha frequentato la Northern Kentucky University (1979-1981), con la specializzazione in storia e scienze politiche; in seguito, per un breve periodo, ha studiato all'Università di Cincinnati, ma in entrambi i casi non si è laureato. Dopo gli studi ha ottenuto lavori saltuari, praticando i lavori più disparati; venditore di abiti da uomo, di tabacco, di scarpe da donna e di polizze assicurative porta a porta.

### Primi lavori
Clooney esordisce nel 1978, lavorando come comparsa nella miniserie TV Colorado, successivamente ottiene il suo primo ruolo importante nella sit-com di breve vita P/S - Pronto soccorso, dove recita al fianco di Elliott Gould. La sua carriera continua dividendosi tra piccole partecipazioni a telefilm, La signora in giallo, Hunter, Cuori senza età, e recitando i B-movie come La scuola degli orrori e Il ritorno dei pomodori assassini. Ha fatto parte anche del cast fisso delle ultime stagioni della popolare sitcom L'albero delle mele e successivamente ha recitato in altre serie televisive, come Pappa e ciccia e Sisters. Nel 1991 sostiene un provino per il ruolo di J.D in Thelma & Louise, ma gli viene preferito Brad Pitt.

### La fama conE. R. - Medici in prima linea
Clooney ha raggiunto la popolarità dopo aver ottenuto il ruolo del dottor Douglas "Doug" Ross, nella longeva serie medica della NBC E.R. - Medici in prima linea, ruolo che ha interpretato dal 1994 al 1999, consacrandolo come un sex symbol. Grazie a questo ruolo Clooney raggiunge anche la fama internazionale, ottenendo numerose nomination ai Golden Globe e agli Emmy Award. Ha interpretato 5 stagioni della fiction e più di 100 episodi, sino al 1999. Dopo aver lasciato la serie nel 1999, ha fatto un cameo nella sesta stagione ed è tornato come guest star nella quindicesima e ultima stagione della serie, dove gli viene dedicato un intero episodio.
Nella fiction il suo personaggio ha un'intensa storia d'amore con Carol Hathaway, personaggio interpretato dall'attrice Julianna Margulies e i due si sposeranno alla fine della quinta stagione. Nonostante il suo sia stato un ruolo inferiore rispetto agli altri protagonisti (rimasti per più di 8 stagioni), il suo personaggio è comunque ricordato come uno dei principali della serie.

### Dal tramonto all'albae i primi successi al cinema
Mentre lavora in E.R., Clooney ha cominciato a lavorare per Hollywood; il suo primo ruolo importante è stato in Dal tramonto all'alba di Robert Rodriguez, dove ha lavorato al fianco di Quentin Tarantino e Harvey Keitel. Questo fu il suo primo ruolo cinematografico di fama mondiale, grazie al quale vinse anche un MTV Movie Award e un Saturn Award come miglior attore.
Dopo questo seguirono la commedia romantica Un giorno... per caso (1996) con Michelle Pfeiffer e il thriller The Peacemaker con Nicole Kidman. Entrambi i film furono grandi successi sia di critica sia al botteghino, anche se non influirono sulla fama dell'attore. Clooney ha poi ottenuto il ruolo di Batman in Batman & Robin di Joel Schumacher nel 1997. Il film però, nonostante sia stato un successo commerciale, venne stroncato dalla critica, ottenendo ben 10 nomination ai Razzie Award inclusa una nomination come peggior coppia per Clooney e Chris O'Donnell. Nel 1998 ha recitato al fianco di Jennifer Lopez in Out of Sight, segnando la prima delle sue numerose collaborazioni con il regista Steven Soderbergh. Ha inoltre recitato nel film sulla guerra del Golfo Three Kings, durante le ultime settimane del suo contratto con E.R..
Dopo aver lasciato E.R. - Medici in prima linea, Clooney è protagonista di numerosi film di successo come il blockbuster La tempesta perfetta e la commedia dei fratelli Coen Fratello, dove sei?, per cui ha vinto un Golden Globe come miglior attore protagonista. Nel 2001 ha preso parte, nel piccolo ruolo di Delvin, al primo capitolo della serie di supereroi, intitolato Spy Kids.

### La saga diOcean'se l'esordio da regista
Nel 2001 Clooney ha collaborato nuovamente con Steven Soderbergh in Ocean's Eleven - Fate il vostro gioco, un remake del film Rat Pack del 1960 Colpo grosso, nel ruolo di Danny Ocean che fu di Frank Sinatra. Oltre a Clooney nel cast figurano anche altre star come Brad Pitt, Andy García, Matt Damon e Julia Roberts. Il film è stato un grande successo commerciale, guadagnando in tutto il mondo più di 450 milioni di dollari e ha ricevuto recensioni molto positive dalla critica. Ha anche ricevuto numerosi premi e candidature, Clooney ha nuovamente ricevuto delle nomination agli MTV Movie Award. Nel 2000 Clooney e Soderbergh fondano la casa di produzione Section Eight Productions, con la quale l'attore produce il suo esordio nella regia con il film Confessioni di una mente pericolosa (2002), un adattamento dell'autobiografia di produttore televisivo Chuck Barris. Il film non ottiene un buon riscontro al botteghino, ma la regia di Clooney viene definita promettente. Nel frattempo George continua a interpretare film di grande successo come Solaris di Steven Soderbergh e la commedia Prima ti sposo, poi ti rovino (2003) segnando la sua seconda collaborazione con i fratelli Coen, e interpretato al fianco di Catherine Zeta-Jones.

### L'Oscar e altri successi
Nel 2004 recita nel sequel di Ocean's Eleven intitolato Ocean's Twelve sempre insieme con il resto del cast del primo film. Il sequel però non raggiunge un incasso paragonabile a quello del primo film, e riceve critiche contrastanti da parte del pubblico e della maggior parte dei critici.

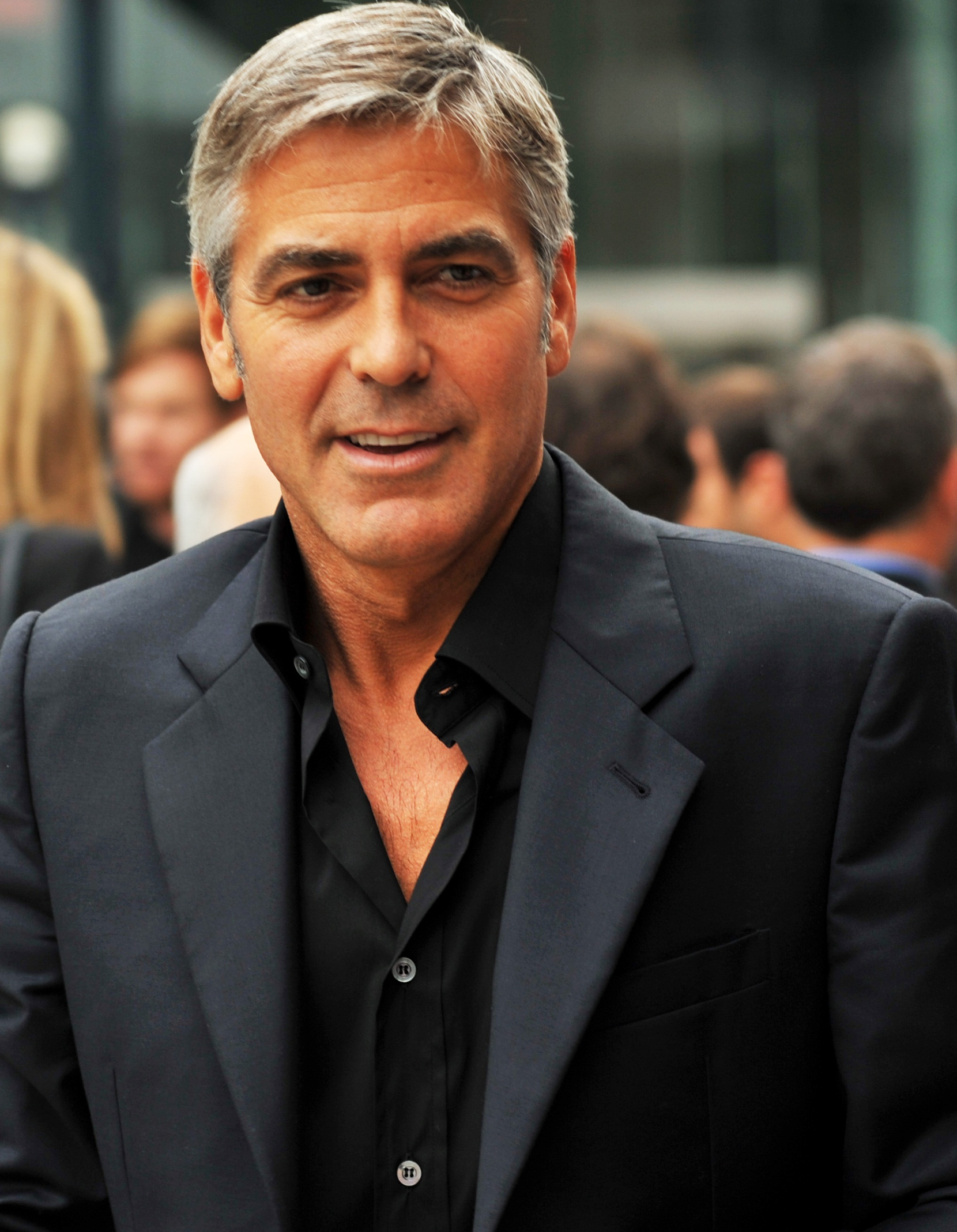
George Clooney al Toronto International Film Festival 2009

Nel 2005, Clooney recita in Syriana, che era basato liberamente sulle memoria di Robert Baer, ex agente della CIA in Medio Oriente. Grazie a questo film Clooney vince il premio Oscar come "miglior attore non protagonista", oltre a un Golden Globe sempre per la stessa categoria, e riceve anche numerose nomination ad altri premi internazionali. Nello stesso anno ha diretto, prodotto e interpretato Good Night, and Good Luck., un film sul giornalista televisivo Edward R. Murrow, anchorman della CBS figura storica della lotta al maccartismo. Il film è stato presentato in anteprima alla 62ª Mostra internazionale d'arte cinematografica di Venezia, dove ha ricevuto due riconoscimenti, il "Premio Osella" per la migliore sceneggiatura (a Clooney e Grant Heslov) e la Coppa Volpi per la migliore interpretazione maschile a David Strathairn. Inoltre Clooney viene nuovamente candidato agli Academy Awards come miglior regista e miglior sceneggiatura originale.
Nel 2006 recita in Intrigo a Berlino, film noir in bianco e nero diretto da Soderbergh, ambientato nella Germania post-seconda guerra mondiale. Nell'ottobre dello stesso anno ha ricevuto il premio American Cinematheque, un premio assegnato alle personalità del mondo dello spettacolo che hanno dato "un contributo significativo all'arte del cinema". Sempre nel 2006, Clooney e l'amico Grant Heslov hanno fondato una società di produzione chiamata Smokehouse Pictures.
Nel 2008 viene candidato nuovamente all'Oscar, e ad altri premi, per la sua interpretazione in Michael Clayton nel quale Clooney interpreta un brillante avvocato con una difficile vita privata. Nello stesso anno ha inoltre recitato nel terzo e ultimo capitolo della serie di Ocean's intitolato Ocean's Thirteen insieme con il cast originale (con la new entry Al Pacino). Il film, a differenza del primo sequel, riesce a recuperare un grande successo al botteghino e riceve ottime critiche. Sempre nello stesso anno dirige il suo terzo film, In amore niente regole, di cui è anche interprete al fianco di John Krasinski e Renée Zellweger, ambientato nel mondo del football americano degli anni venti. Anche questo film ha un grande successo, seppur non riceva molti premi internazionali.
Nel 2009 presta la voce a Mr. Fox, la volpe protagonista del film d'animazione di Wes Anderson Fantastic Mr. Fox e recita nel film L'uomo che fissa le capre, diretto dall'amico e socio Grant Heslov e presentato fuori concorso alla 66ª Mostra internazionale d'arte cinematografica di Venezia. Grazie a questo film Clooney vince il Central Ohio Film Critics Association Awards come miglior attore dell'anno. Nello stesso anno per la sua interpretazione in Tra le nuvole di Jason Reitman, viene candidato al Golden Globe, al Screen Actors Guild Award, al BAFTA e ottiene la sua quinta candidatura all'Academy Award. Nel film Clooney interpreta un cinico manager statunitense che vive perennemente in viaggio.
Nel 2010 gira in Abruzzo, con un cast in parte italiano, il thriller The American di Anton Corbijn, che una volta distribuito nelle sale si rivela un flop. Nel 2011 è impegnato nella pellicola Paradiso amaro, ritorno alla regia, dopo diversi anni, di Alexander Payne, che ottiene un enorme successo, facendo guadagnare a Clooney la sesta nomination all'Oscar. Sempre nel 2011 realizza il suo quinto film da regista, Le idi di marzo, basato sulla piéce teatrale Farragut North, interpretato dallo stesso Clooney, al fianco di Ryan Gosling, il film aprirà la 68ª edizione del Festival di Venezia. La pellicola si rivela un grande successo di critica e incassi, ottenendo tre nomination agli Oscar e vincendo a Venezia il Premio Brian al miglior film.
Nel 2013 torna sul grande schermo come protagonista, insieme con Sandra Bullock, del film Gravity, che ha aperto la 70ª edizione della Mostra internazionale d'arte cinematografica di Venezia. Il film ottiene 10 candidature agli Oscar, vincendo 7 statuette, mentre la critica loda le interpretazioni dei due protagonisti. Nello stesso anno ha inizio la lavorazione del suo sesto film da regista, Monuments Men, che dirige e interpreta, in cui racconta la storia di un gruppo di storici dell'arte che durante la Seconda Guerra Mondiale si mette in caccia di tutti i capolavori finiti nelle mani dei nazisti, per salvaguardare il patrimonio culturale dell'intera umanità. Il film, uscito nelle sale il 10 febbraio 2014, ottiene risultati discreti solo al box-office, mentre a livello di critica si rivela un flop, venendo incoronato dal sito US Weekly come il peggior film dell'anno.
Nel 2015 è nel cast del fantasy della Disney Tomorrowland - Il mondo di domani; il film segue le vicende di un'adolescente, che si mette in viaggio assieme a un inventore per scoprire i segreti di una terra incantata. Nel 2017 dirige Matt Damon e Julianne Moore nella pellicola Suburbicon, dove affronta il problema del razzismo negli anni cinquanta. Il film è stato presentato in concorso alla 74ª Mostra internazionale d'arte cinematografica di Venezia.
Nel 2025 esordisce a Broadway interpretando Edward R. Murrow nel dramma Good Night, and Good Luck (di cui è co-autore), che gli vale una candidatura al Tony Award al miglior attore protagonista in un'opera teatrale.

## Impegno umanitario

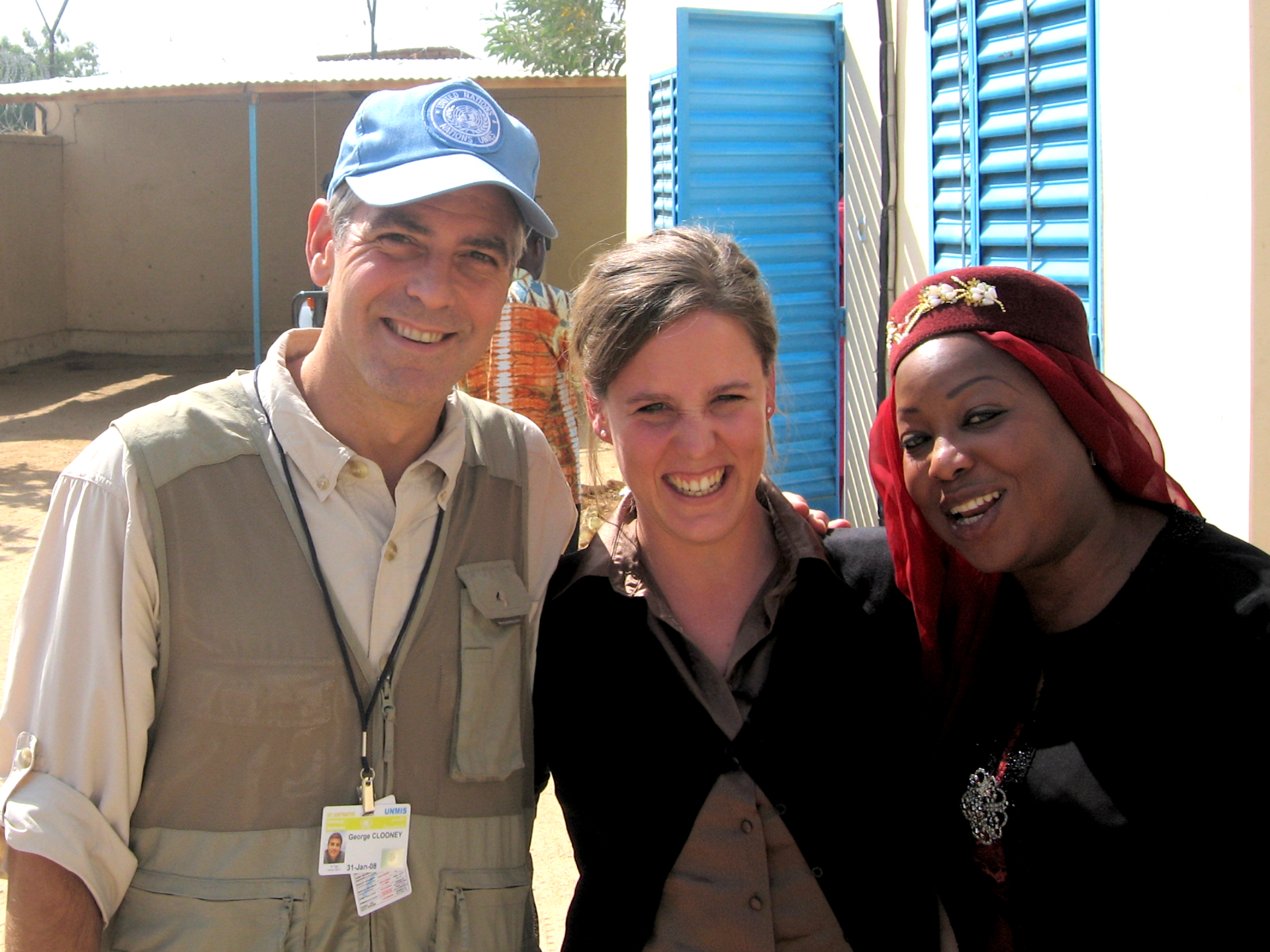
George Clooney ad Abéché, Ciad, nel 2008

Clooney è attivo nel sostegno di una risoluzione del conflitto del Darfur. Ha parlato dei suoi sforzi per la causa al raduno "Save Darfur", tenutosi a Washington il 30 aprile 2006. Il 25 marzo 2007 ha inviato una lettera aperta alla cancelliera tedesca Angela Merkel, invitando l'Unione Europea a intraprendere "azioni decisive" nella regione.
Nell'aprile 2006, ha trascorso dieci giorni in Ciad e in Sudan con suo padre Nick, per documentare la drammatica situazione dei rifugiati del Darfur. Nel settembre dello stesso anno, ha parlato davanti al Consiglio di Sicurezza delle Nazioni Unite con il premio Nobel Elie Wiesel, per chiedere alle Nazioni Unite di trovare una soluzione al conflitto e per aiutare la popolazione del Darfur. Nel mese di dicembre, ha fatto un viaggio in Cina e in Egitto con Don Cheadle e due vincitori delle Olimpiadi per chiedere ai due governi di fare pressioni sul governo del Sudan.
Dopo aver fatto il suo primo viaggio in Darfur nel 2006 con il padre, Clooney ha realizzato uno speciale TV intitolato A Journey to Darfur. Il documentario è stato trasmesso sulla TV via cavo statunitense, così come nel Regno Unito e in Francia. Nel 2008 il documentario è stato pubblicato in DVD con il ricavato destinato alla International Rescue Committee.
Clooney è coinvolto con l'organizzazione no-profit "Not On Our Watch", fondata dall'attore assieme ai colleghi Don Cheadle, Matt Damon, Brad Pitt, al produttore Jerry Weintraun e all'avvocato per i diritti civili David Pressman, per focalizzare l'attenzione globale nel fermare e prevenire le atrocità di massa.

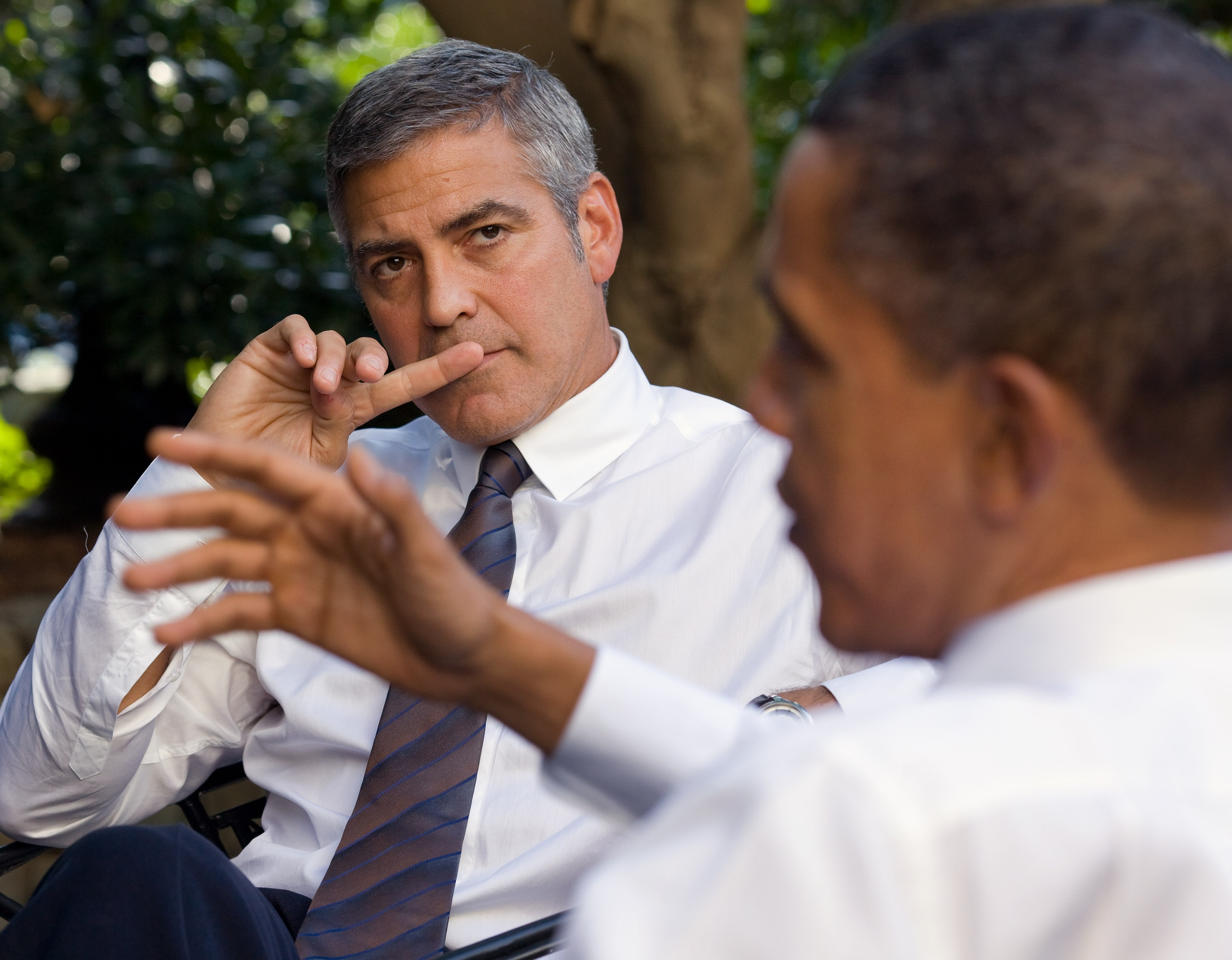
George Clooney discute del Sudan con il Presidente Barack Obama alla Casa Bianca nel 2010

È stato narratore e co-produttore esecutivo del documentario Sand and Sorrow. Successivamente Clooney è anche apparso nel film documentario Darfur Now, per sensibilizzare le persone in tutto il mondo ad aiutare a fermare la crisi in corso nel Darfur. Il film è uscito il 2 novembre 2007. Nel febbraio 2009 ha visitato Goz Beida, nel Ciad, con l'editorialista del NY Times Nicholas Kristof. Nel mese di gennaio 2010 ha organizzato il telethon Hope for Haiti Now, per raccogliere donazioni per le vittime del terremoto di Haiti del 2010.

Il 13 dicembre 2007, Clooney e il suo collega Don Cheadle sono stati premiati con il Peace Summit Award dai Premi Nobel della Pace a Roma. Nel suo discorso Clooney ha detto:
 Il 31 gennaio 2008, Clooney ebbe la nomina di Messaggero di Pace delle Nazioni Unite. Durante un'intervista televisiva alla CNN, George Clooney ha rivelato di aver contratto la malaria durante la sua ultima visita nel Sud Sudan in occasione del referendum sull'indipendenza del 2011.
Il 16 marzo 2012, in qualità di presidente di Unite to End Genocide, partecipa a una manifestazione davanti all'ambasciata sudanese a Washington, per protestare contro il presidente sudanese Omar al-Bashir e chiedere di sbloccare le frontiere del Sudan, permettendo agli aiuti umanitari di raggiungere le popolazioni. Nel corso della manifestazione, Clooney, assieme al padre e ad altre persone, è stato arrestato dopo aver attraversato un blocco della polizia. L'attore è stato ammanettato e portato alla più vicina centrale di polizia, dove poche ore dopo è stato rilasciato su cauzione.
Nel 2018, in seguito al Massacro alla Marjory Stoneman Douglas High School, i coniugi Clooney hanno annunciato la loro presenza alla marcia contro le armi da fuoco, organizzata il 24 marzo a Washington, inoltre hanno donato 500000 $ agli organizzatori per finanziare l'evento.
Nel 2020 George Clooney ha devoluto oltre un milione di dollari del suo patrimonio personale a organizzazioni mediche e sociali impegnate a fronteggiare l'emergenza pandemica COVID-19 e le sue conseguenze sulla popolazione, come impoverimento e necessità di maggior assistenza. Tra le fondazioni finanziate:The Motion Picture and Television Fund, il SAG-AFTRA FUND e il Los Angeles Mayors Fund. Nella primavera 2021 la famiglia Clooney ha promosso un'iniziativa per raccogliere fondi per la fondazione Clooney, che si occupa di giustizia sociale e diritti umani in giro per il mondo: tra i partecipanti sono stati selezionati due vincitori che sono stati invitati nella villa sul Lago di Como di proprietà della star per una giornata da sogno. Nel 2021 George Clooney ha rifiutato 35 milioni di dollari per un giorno di lavoro per uno spot di una compagnia aerea che l'attore ritiene associata a una nazione con cui non vuole collaborare per motivazioni di natura etica. 
La compagnia aerea in questione era El Al, la compagnia di bandiera israeliana. George Clooney ha rifiutato principalmente a causa delle implicazioni politiche ed etiche legate al paese. Clooney, dopo aver discusso con sua moglie Amal, ha deciso che non sarebbe stato giusto accettare l'offerta, dato il contesto geopolitico e i suoi principi morali.

## Attività imprenditoriali
Nel 2013 ha fondato, insieme a Rande Gerber e Mike Meldman, la distilleria Casamigos, produttrice dell'omonima tequila. Nel giugno 2017 la ditta è stata acquistata dalla Diageo per 700 milioni di dollari più un premio che poteva arrivare fino a ulteriori 300 milioni di dollari in base alla performance delle vendite.

## Vita privata

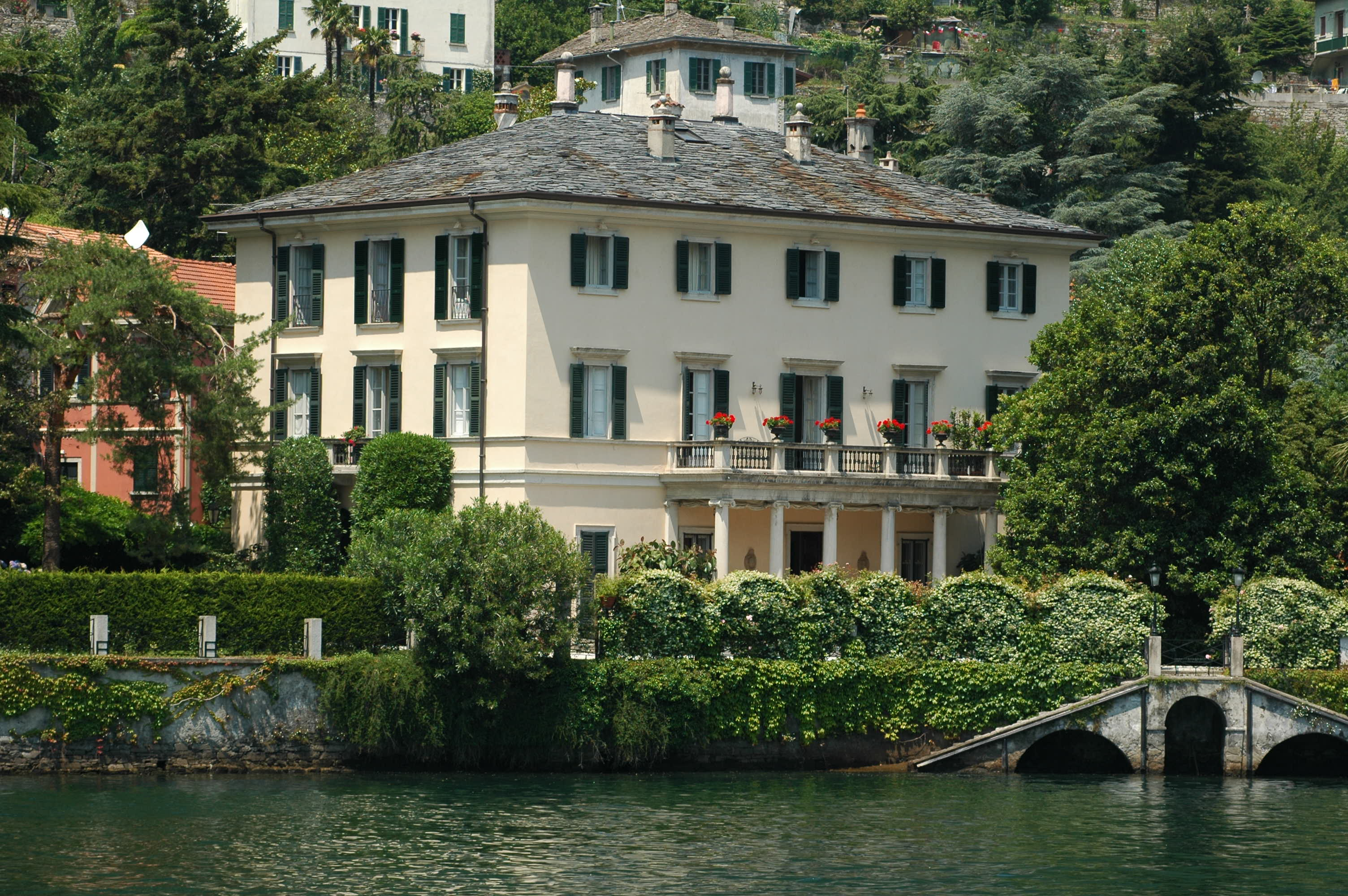
Villa Oleandra, residenza di Clooney sul Lago di Como

Politicamente si autodefinisce liberale, in senso americano. Nel 2003 si oppose alla guerra in Iraq e all'amministrazione Bush. Clooney è un sostenitore del Partito Democratico statunitense e in particolare della campagna elettorale di Barack Obama. Dal punto di vista religioso Clooney è agnostico.
Ha vissuto per 18 anni con un maiale domestico di 130 kg di nome Max. L'animale è stato comprato da Clooney nel 1988, come dono per l'ex fidanzata Kelly Preston, defunta moglie di John Travolta. Max è morto nel 2006 per cause naturali; Clooney ha dichiarato che Max gli ha salvato la vita, quando la mattina del 16 gennaio 1994 lo svegliò poco prima del terremoto di Northridge.
Clooney risiede a Los Angeles, California, dove nel 1995 ha acquistato una casa di oltre 680 m² nel quartiere Studio City. In seguito a un periodo di riposo sul lago di Como, l'attore rimane affascinato dal luogo e acquista una casa a Laglio, una villa del XVIII secolo chiamata Villa Oleandra, diventando in seguito cittadino onorario del piccolo paese lacustre e aderendo anche al comitato per la difesa dell'integrità delle rive del lago. L'attore in totale possiede quattro ville nella zona del lago di Como.
Clooney è un appassionato di motociclette, in particolar modo di Harley Davidson. Il 21 settembre 2007, Clooney e la fidanzata di allora, Sarah Larson, furono vittime di un incidente motociclistico a Weehawken, nel New Jersey. Clooney e la Larson sono stati curati presso il Palisades Medical Center di North Bergen, New Jersey.

### Relazioni

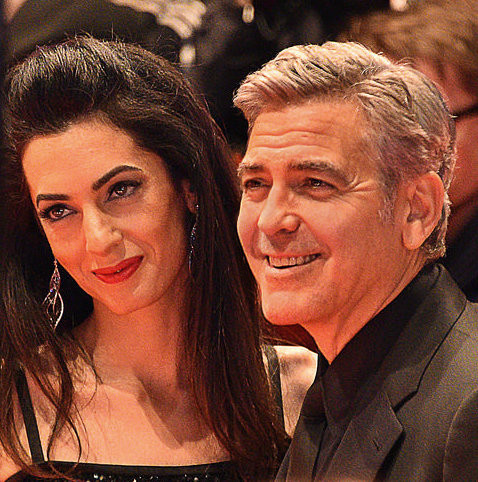
George Clooney con la moglie Amal Alamuddin al Festival di Berlino 2016

Dopo una relazione con l'attrice Kelly Preston, tra il 1989 e il 1993 è stato sposato con l'attrice Talia Balsam, figlia dell'attore Martin Balsam. Dopo il divorzio Clooney ha dichiarato che non si sarebbe mai più risposato; proprio per questo Clooney, prima del matrimonio con Amal Alamuddin (celebrato a Venezia il 27 settembre 2014) era considerato uno degli "scapoli d'oro" di Hollywood. A causa del suo status di incallito scapolo, il museo delle cere di Madame Tussauds di Las Vegas ha creato una statua intitolata "Marrying George Clooney", dove le sue fan possono vestirsi in abito da sposa e farsi fotografare accanto alla statua dell'attore vestito in smoking.
Nel 2000, sul set di una pubblicità per la Martini, conosce la modella britannica Lisa Snowdon, con cui rimane fidanzato per cinque anni; in seguito ha frequentato la modella Sarah Larson. Dal luglio 2009 al giugno 2011 è stato il compagno della showgirl italiana Elisabetta Canalis. Da ottobre 2011 è stato fidanzato con la wrestler Stacy Keibler, relazione che è terminata a luglio 2013.
A fine 2013 comincia a frequentare l'avvocatessa Amal Alamuddin, nell'aprile del 2014 i due si fidanzano, sposandosi poi a Venezia, il 27 settembre 2014. Il matrimonio è stato officiato in lingua inglese dall'ex sindaco di Roma Walter Veltroni in una cerimonia privata all'Hotel Aman di Palazzo Papadopoli. Si è trattato in realtà dello scambio delle promesse solenni, secondo la tradizione statunitense. Il rito, per avere valore legale è stato poi celebrato nella sede comunale di Ca' Farsetti il 29 settembre 2014. Il 6 giugno 2017 è diventato padre di due gemelli: Ella e Alexander Clooney.

## Nella cultura di massa
Clooney è stato inserito nella lista delle 100 persone più influenti dalla rivista Time per quattro anni consecutivi: 2006, 2007, 2008 e 2009. Per due volte è stato nominato l'"Uomo vivente più sexy" dalla rivista People. Al di fuori degli Stati Uniti è stato protagonista di diverse campagne pubblicitarie. È apparso in uno spot pubblicitario giapponese per la Toyota, per vari spot pubblicitari per la Nespresso (celebre lo slogan Nespresso, what else?) e, inoltre, è stato testimonial per diverse aziende italiane, come Martini, Fiat e Fastweb. Dal 2005, ha inoltre prestato la sua voce per una serie di annunci della Budweiser.

## Filmografia

### Attore

#### Cinema
- La scuola degli orrori (Return to Horror High), regia di Bill Froehlich (1987)
- Il ritorno dei pomodori assassini (Return of the Killer Tomatoes!), regia di John De Bello (1988)
- Giovani iene (Red Surf), regia di H. Gordon Boos (1990)
- Bolle magiche (Unbecoming Age), regia di Alfredo Ringel e Deborah Ringel (1992)
- The Harvest, regia di David Marconi (1992)
- Dal tramonto all'alba (From Dusk Till Dawn), regia di Robert Rodríguez (1996)
- Un giorno... per caso (One Fine Day), regia di Michael Hoffman (1996)
- Batman & Robin, regia di Joel Schumacher (1997) – Bruce Wayne / Batman
- The Peacemaker, regia di Mimi Leder (1997)
- Out of Sight, regia di Steven Soderbergh (1998)
- La sottile linea rossa (The Thin Red Line), regia di Terrence Malick (1998)
- Three Kings, regia di David O. Russell (1999)
- La tempesta perfetta (The Perfect Storm), regia di Wolfgang Petersen (2000)
- The Book That Wrote Itself, regia di Liam O Mochain (2000) - Cameo
- Fratello, dove sei? (O Brother, Where Art Thou?), regia di Joel Coen (2000)
- Spy Kids, regia di Robert Rodriguez (2001)
- Ocean's Eleven - Fate il vostro gioco (Ocean's Eleven), regia di Steven Soderbergh (2001)
- Welcome to Collinwood, regia di Anthony Russo, Joe Russo (2002)
- Solaris, regia di Steven Soderbergh (2002)
- Confessioni di una mente pericolosa (Confessions of a Dangerous Mind), regia di George Clooney (2002)
- Missione 3D - Game Over (Spy Kids 3-D: Game Over), regia di Robert Rodriguez (2003)
- Prima ti sposo poi ti rovino (Intolerable Cruelty), regia di Joel ed Ethan Coen (2003)
- Ocean's Twelve, regia di Steven Soderbergh (2004)
- Good Night, and Good Luck., regia di George Clooney (2005)
- Syriana, regia di Stephen Gaghan (2005)
- Intrigo a Berlino (The Good German), regia di Steven Soderbergh (2006)
- Ocean's Thirteen, regia di Steven Soderbergh (2007)
- Michael Clayton, regia di Tony Gilroy (2007)
- In amore niente regole (Leatherheads), regia di George Clooney (2008)
- Burn After Reading - A prova di spia (Burn After Reading), regia di Joel ed Ethan Coen (2008)
- Tra le nuvole (Up in the Air), regia di Jason Reitman (2009)
- L'uomo che fissa le capre (The Men Who Stare at Goats), regia di Grant Heslov (2009)
- The American, regia di Anton Corbijn (2010)
- Le idi di marzo (The Ides of March), regia di George Clooney (2011)
- Paradiso amaro (The Descendants), regia di Alexander Payne (2011)
- Gravity, regia di Alfonso Cuarón (2013)
- Monuments Men (The Monuments Men), regia di George Clooney (2014)
- Annie - La felicità è contagiosa (Annie), regia di Will Gluck (2014)
- Tomorrowland - Il mondo di domani (Tomorrowland), regia di Brad Bird (2015)
- Ave, Cesare! (Hail, Caesar!), regia di Joel ed Ethan Coen (2016)
- Money Monster - L'altra faccia del denaro (Money Monster), regia di Jodie Foster (2016)
- Grizzly II: Revenge, regia di André Szöts (2020)
- The Midnight Sky, regia di George Clooney (2020)
- Ticket to Paradise, regia di Ol Parker (2022)
- The Flash, regia di Andy Muschietti (2023) – cameo non accreditato; Bruce Wayne / Batman
- Wolfs - Lupi solitari (Wolfs), regia di Jon Watts (2024)
- Jay Kelly, regia di Noah Baumbach (2025)

#### Televisione
- Colorado – miniserie TV (1978)
- Riptide – serie TV, episodio 2x01 (1984)
- Il falco della strada (Street Hawk) – serie TV, episodio 1x02 (1985)
- P/S - Pronto soccorso (E/R) – serie TV, 22 episodi (1984-1985)
- Crazy Like a Fox – serie TV, 1 episodio (1985)
- Hotel – serie TV, 1 episodio (1986)
- Throb – serie TV, 1 episodio (1986)
- Tutti a Naja (Combat High), regia di Neal Israel – film TV (1986)
- L'albero delle mele (The Facts of Life) – serie TV, 17 episodi (1985-1987)
- Hunter – serie TV, episodio 3x15 (1987)
- Cuori senza età (The Golden Girls) – serie TV, 1 episodio (1987)
- La signora in giallo (Murder, She Wrote) – serie TV, episodio 3x18 (1987)
- Bennett Brothers, regia di Will Mackenzie – film TV (1987)
- Knights of the Kitchen Table – film TV (1990)
- Gli uomini del capitano Parker (Sunset Beat), regia di Bill Corcoran e Sam Weisman – film TV (1990)
- Sunset Beat – serie TV, 1 episodio (1990)
- Rewrite for Murder, regia di Eric Laneuville – film TV (1991)
- Baby Talk – serie TV, 5 episodi (1991)
- Pappa e ciccia (Roseanne) – serie TV, 11 episodi (1988-1991)
- Jack's Place – serie TV, 1 episodio (1992)
- Attacco all'America (Without Warning: Terror in the Towers), regia di Alan J. Levi – film TV (1993)
- Bodies of Evidence – serie TV, 16 episodi (1992-1993)
- The Building – serie TV, episodio pilota (1993)
- Sisters – serie TV, 19 episodi (1993-1994)
- Friends – serie TV, episodio 1x17 (1995)
- Murphy Brown – serie TV, 1 episodio (1998)
- E.R. - Medici in prima linea – serie TV, 109 episodi (1994-1999) - Doug Ross
- A prova di errore (Fail Safe), regia di Stephen Frears – film TV (2000)
- A Very Murray Christmas, regia di Sofia Coppola – film TV (2015)
- Catch-22 – miniserie TV, 6 episodi (2019)

#### Documentari
- Darfur Now, regia di Ted Braun (2007)

### Regista

#### Cinema
- Confessioni di una mente pericolosa (Confessions of a Dangerous Mind, 2002)
- Good Night, and Good Luck. (2005)
- In amore niente regole (Leatherheads) (2008)
- Le idi di marzo (The Ides of March) (2011)
- Martin Scorsese mangia un biscotto – cortometraggio registrato per una puntata del Jimmy Kimmel Live! (2011)
- Monuments Men (The Monuments Men) (2014)
- Suburbicon (2017)
- The Midnight Sky (2020)
- Il bar delle grandi speranze (The Tender Bar) (2021)
- Erano ragazzi in barca (The Boys in the Boat) (2023)

#### Televisione
- Catch-22 – miniserie TV, 6 episodi (2019)

### Sceneggiatore
- Kilroy – film TV, regia di Todd Holland (1999)
- Good Night, and Good Luck., regia di George Clooney (2005)
- Le idi di marzo (The Ides of March), regia di George Clooney (2011)
- Monuments Men (The Monuments Men), regia di George Clooney (2014)
- Suburbicon, regia di George Clooney (2017)

### Doppiatore
- South Park – serie TV, episodio 1x04 (1997)
- South Park - Il film: più grosso, più lungo & tutto intero (South Park: Bigger Longer & Uncut), regia di Trey Parker (1999)
- Fantastic Mr. Fox, regia di Wes Anderson (2009)

### Produttore
- Kilroy – film TV, regia di Todd Holland (1999)
- A prova di errore (Fail Safe) – film TV, regia di Stephen Frears (1999)
- Rock Star, regia di Stephen Herek (2001)
- Insomnia, regia di Christopher Nolan (2002)
- Welcome to Collinwood, regia di Anthony e Joe Russo (2002)
- Lontano dal paradiso (Far from Heaven), regia di Todd Haynes (2002)
- K Street – serie TV, 10 episodi (2003)
- Criminal, regia di Gregory Jacobs (2004)
- Unscripted – serie TV, 10 episodi (2005)
- The Jacket, regia di John Maybury (2005)
- The Big Empty, regia di Lisa Chang e Newton Thomas Sigel (2005)
- Syriana, regia di Stephen Gaghan (2005)
- Vizi di famiglia (Rumor Has It...), regia di Rob Reiner (2005)
- A Scanner Darkly - Un oscuro scrutare (A Scanner Darkly), regia di Richard Linklater (2006)
- Plutonio 239 - Pericolo invisibile (The Half Life of Timofey Berezin), regia di Scott Z. Burns (2006)
- Wind Chill - Ghiaccio rosso sangue (Wind Chill), regia di Gregory Jacobs (2007)
- Michael Clayton, regia di Tony Gilroy (2007)
- Sand and Sorrow – documentario, regia di Paul Freedman (2007)
- Tony – cortometraggio, regia di Grant Heslov (2009)
- Playground – documentario, regia di Libby Spears (2009)
- The Informant!, regia di Steven Soderbergh (2009)
- L'uomo che fissa le capre (The Men Who Stare at Goats), regia di Grant Heslov (2009)
- The American, regia di Anton Corbijn (2010)
- Hope for Haiti Now – telethon (2010)
- Memphis Beat – serie TV, 7 episodi (2010-2011)
- Le idi di marzo (The Ides of March), regia di George Clooney (2011)
- Argo, regia di Ben Affleck (2012)
- I segreti di Osage County (August: Osage County), regia di John Wells (2013)
- Monuments Men (The Monuments Men), regia di George Clooney (2014)
- All'ultimo voto (Our Brand is Crisis), regia di David Gordon Green (2015)
- Money Monster - L'altra faccia del denaro (Money Monster), regia di Jodie Foster (2016)
- Suburbicon, regia di George Clooney (2017)
- Catch-22 – miniserie TV, 6 puntate (2019)
- The Midnight Sky, regia di George Clooney (2020)
- Il bar delle grandi speranze (The Tender Bar), regia di George Clooney (2021)
- Ticket to Paradise, regia di Ol Parker (2022)
- Wolfs - Lupi solitari (Wolfs), regia di Jon Watts (2024)
- The Agency – serie TV (2024)

## Teatro
- Good Night, and Good Luck di George Clooney e Grant Heslov, regia di David Cromer. Winter Garden Theatre di Broadway (2025)

## Riconoscimenti
- Premio Oscar
  - 2006 – Candidatura al miglior regista per Good Night, and Good Luck.
  - 2006 – Candidatura alla miglior sceneggiatura originale per Good Night, and Good Luck.
  - 2006 – Miglior attore non protagonista per Syriana
  - 2008 – Candidatura al miglior attore per Michael Clayton
  - 2010 – Candidatura al miglior attore per Tra le nuvole
  - 2012 – Candidatura al miglior attore per Paradiso amaro
  - 2012 – Candidatura alla miglior sceneggiatura non originale per Le idi di marzo
  - 2013 – Miglior film per Argo
- Golden Globe
  - 1996 – Candidatura al miglior attore in una serie drammatica per E.R. Medici in prima linea
  - 1997 – Candidatura al miglior attore in una serie drammatica per E.R. Medici in prima linea
  - 1998 – Candidatura al miglior attore in una serie drammatica per E.R. Medici in prima linea
  - 2001 – Miglior attore in un film commedia o musicale per Fratello, dove sei?
  - 2006 – Candidatura al miglior regista per Good Night, and Good Luck.
  - 2006 – Candidatura alla miglior sceneggiatura per Good Night, and Good Luck.
  - 2006 – Miglior attore non protagonista per Syriana
  - 2008 – Candidatura al miglior attore in un film drammatico per Michael Clayton
  - 2010 – Candidatura al miglior attore in un film drammatico per Tra le nuvole
  - 2012 – Candidatura al miglior film drammatico per Le idi di marzo
  - 2012 – Candidatura al miglior regista per Le idi di marzo
  - 2012 – Candidatura alla miglior sceneggiatura per Le idi di marzo
  - 2012 – Miglior attore in un film drammatico per Paradiso amaro
  - 2013 – Miglior film drammatico per Argo
  - 2015 – Golden Globe alla carriera
- Tony Award
  - 2025 – Candidatura per il miglior attore protagonista in un'opera teatrale per Good Night, and Good Luck

## Doppiatori italiani
Nelle versioni in italiano delle opere in cui ha recitato, George Clooney è stato doppiato da:
- Francesco Pannofino in Un giorno... per caso, The Peacemaker, Out of Sight, Three Kings, La tempesta perfetta, Fratello, dove sei?, Spy Kids, Ocean's Eleven - Fate il vostro gioco, Solaris, Confessioni di una mente pericolosa, Missione 3D - Game Over, Prima ti sposo poi ti rovino, Ocean's Twelve, Syriana, Intrigo a Berlino, Ocean's Thirteen, Michael Clayton, In amore niente regole, Burn After Reading - A prova di spia, Tra le nuvole, L'uomo che fissa le capre, The American, Le idi di marzo, Paradiso amaro, Gravity,  Monuments Men, Tomorrowland - Il mondo di domani, Ave, Cesare!, Money Monster - L'altra faccia del denaro, Lo scandalo Weinstein, Catch-22, The Midnight Sky, Ticket to Paradise, Wolfs - Lupi solitari
- Fabrizio Temperini in E.R. - Medici in prima linea, La sottile linea rossa, L'inglese, Waiting for Woody - Aspettando Woody, Welcome to Collinwood, Good Night, and Good Luck
- Massimo Lodolo in Hotel, Riptide, Cuori senza età
- Massimo Corvo in Batman & Robin, The Flash
- Fabrizio Pucci ne La signora in giallo, Dal tramonto all'alba
- Francesco Caruso Cardelli ne Il ritorno dei pomodori assassini, Giovani iene
- Teo Bellia in Hunter
- Luciano Roffi ne Il falco della strada
- Luigi Rosa ne La scuola degli orrori
- Andrea Ward in Sisters
- Nino Prester in Friends
- Raffaele Farina in A prova di errore

Da doppiatore è sostituito da:
- Francesco Pannofino in South Park, Fantastic Mr. Fox
- Roberto Chevalier in South Park - Il film: più grosso, più lungo & tutto intero